# José Rafael Cárrega Nuñez

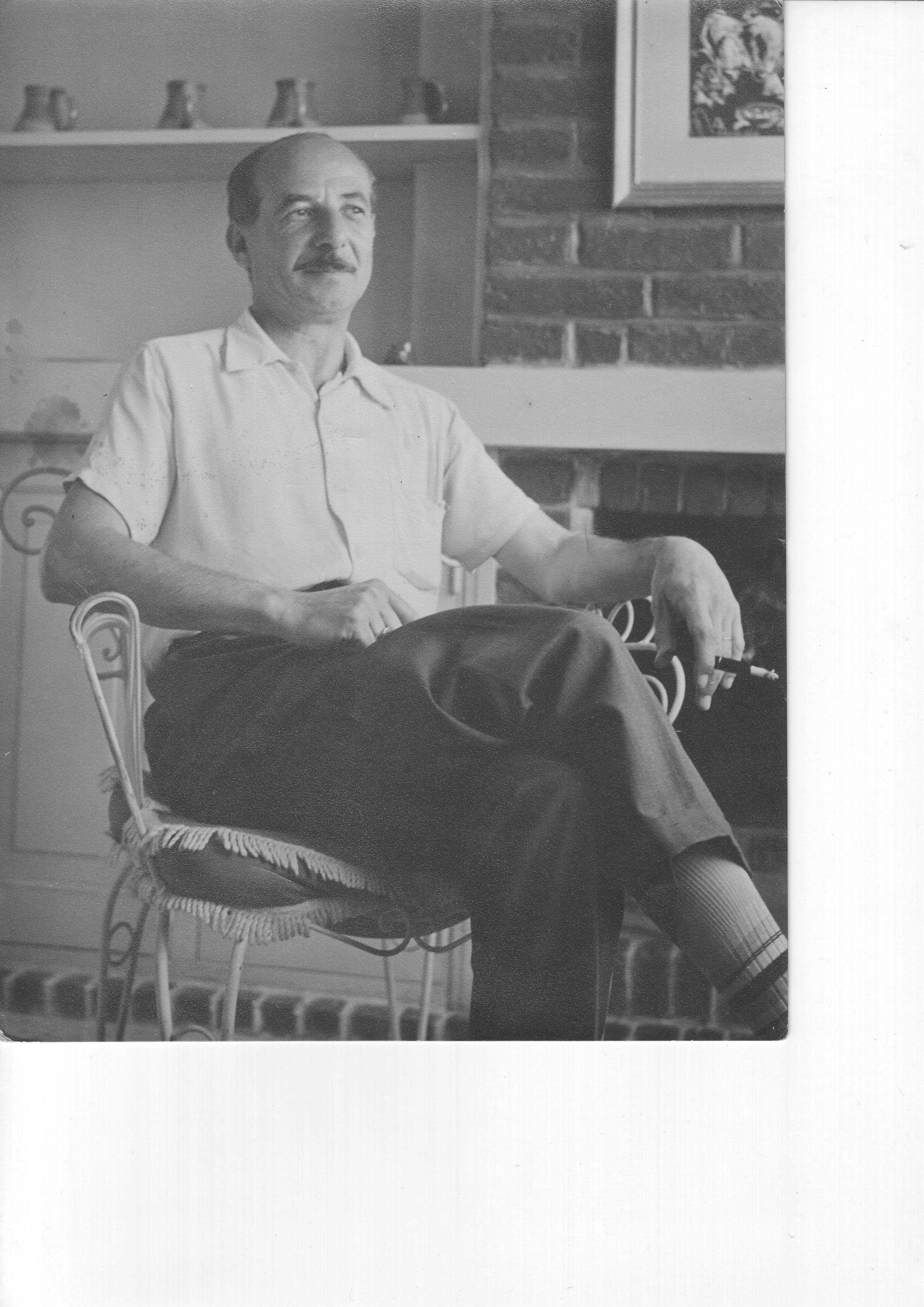
José Cárrega Núñez

José Cárrega Núñez (Buenos Aires, Argentina; 5 de mayo de 1911-Córdoba (Argentina); 15 de junio de 1986) fue un pintor, dibujante y artista plástico expresionista de la escuela argentina perteneciente a la Generación del 40. A lo largo de su vida profesional desarrolló una intensa actividad docente.

## Biografía
Cárrega fue uno de los once hijos de Francisco Carlos Cárrega, médico y violinista de origen genovés, y de Justina Núñez, hermana del gobernador de Córdoba Rafael Núñez. A los 11 años de edad su familia se trasladó a la ciudad de Córdoba, donde cursó sus estudios secundarios en el Colegio Nacional de Monserrat y continuó sus estudios en la Academia Provincial de Bellas Artes Dr. Figueroa Alcorta, de donde egresa en 1939 con medalla de oro. En la Academia conoce a la también artista plástica Alicia Callizo con quien se casó el 9 de febrero de 1944 y con quien tuvo tres hijas.
En su experiencia docente fue director del Departamento de Plástica del Colegio Nacional de Monserrat, director del Departamento de Plástica del Colegio Nacional Manuel Belgrano, profesor de la Academia Provincial de Bellas Artes Figueroa Alcorta de las Cátedras de Dibujo -Color y Composición Plástica por más de 30 años. Asimismo fue fundador y presidente de la Sociedad de Artistas Plásticos de la Provincia de Córdoba (y vocal titular en el orden secundario de la Junta de Calificaciones y disciplina de la Provincia de Córdoba).
En sus 47 años de actividad artística participó en más de 150 salones en todo el país; un centenar largo de exposiciones colectivas y 80 exposiciones individuales. Sus obras se encuentran en museos nacionales y en pinacotecas extranjeras (Filadelfia, Israel, Suiza, Caracas y Lima).
Falleció a consecuencia de un accidente el 15 de junio de 1986, a los 75 años de edad en la Ciudad de Córdoba.

## Generación del 40
Formó parte de la Generación del 40 junto con Horacio Álvarez, Farina, Egidio Cerrito, Alejandro Bonome, entre otros. Este grupo inaugura una nueva mirada, desde el inicial de su formación académica, y rompe críticamente con el estilo del paisaje propio de la época, proponiendo un nuevo escenario con marcada identidad regional que por su captación de lo esencial, llega a un lenguaje de valor universal.
El paisaje, además de otras temáticas, es una constante en su obra. Americanista, de suburbios y barrancas, donde la presencia humana no está exenta de tintes sociales. El paisaje abandona entonces su carácter descriptivo para enriquecerse de una vivencia sensitiva del mundo.
La profesora y crítica de Arte Mercedes Morra de Bianchi escribió en el prólogo del trabajo de investigación “Monografía al pintor Cárrega Núñez” (1979), Biblioteca de la Facultad de Artes de la Universidad Nacional de Córdoba: “Cárrega Núñez se inscribe en la síntesis expresionista y, a pesar de trabajar con gran variedad de técnicas como tinta, óleo y empasto, elige principalmente las técnicas de agua: acuarela y témpera. Pintor de fibra emotiva y rica sensibilidad con profundo dominio del color, del dibujo y de la composición, en sus paisajes los espacios son inmensos y el hombre está casi siempre presente... Los rasgos fundamentales de su pintura son: finura de concepción y ejecución; riqueza del color; seguridad y síntesis del dibujo; idea amplia y desenvuelta de la forma; fuerte lirismo subjetivo de personalidad muy definida. Su preferencia por las técnicas de agua no es casual dado que son técnicas que por sus características requieren la concepción de la obra en su totalidad; la realización inmediata de la idea o la intuición plástica y el empleo también inmediato de algunos elementos casuales que aparecen en impronta. El color es siempre armónico y se expresa sutilmente a través de pasajes, matices y contrastes."

## Premios
- Premio del Salón Nacional de Córdoba 1947.
- Premio Adquisición Salón de la Semana de Córdoba 1950.
- Primer Premio Adquisición en el 13º Salón Nacional de Tucumán 1953.
- Premio Adquisición en el 34º Salón Nacional de Santa Fe 1957.
- Premio Adquisición en el Salón Nacional de Córdoba 1961.
- 2º Premio en el Salón Nacional de YPF de la Capital Federal Buenos Aires - 1965.
- 1º Premio Adquisición Fondo Nacional de las Artes 1966
- 1º Premio Adquisición en el 15º Salón Nacional de Córdoba, sección Dibujo 1966
- 1º Premio Adquisición en el Salón Nacional Ciudad de Villa María, Córdoba, sección Dibujo 1969
- 3º Premio Adquisición en el Salón Nacional de Río Cuarto, Córdoba 1972

## Documentación bibliográfica
Muestra antológica de más 60 obras en la galería "La Querencia" Villa Allende.
120 años de Pintura en Córdoba. Libro editado en ocasión de la muestra
homónima a cargo de La voz del Interior.
“Los Colores de un Siglo” editado por Fundación Roggio en el año 1998
Exposición colectiva en el Museo Provincial de Bellas Artes Emilio Caraffa
"La Ciudad Sentida" año 2010
Exposición colectiva en Centro Cultural Recoleta "Córdoba en el Centro" año 2011
Exposición colectiva en el Cabildo de Córdoba "Ciudad Imaginaria" en el año 2012.
Libro de Los Honoris Causa de la Universidad Nacional de Córdoba Pinacoteca universitaria año 2004.
Muestra colectiva en el Museo Superior de Bellas Artes Evita. Archivado el 4 de marzo de 2016 en Wayback Machine.